# Зелене (Бахчисарайський район)
Зеле́не (до 1945 року — Тата́р-Осма́н, крим. Tatar Osman) — село в Україні, у Бахчисарайському районі Автономної Республіки Крим, центр Зеленівської сільської ради. В селі більш як 90 дворів, у яких, за переписом 2001 року, проживає 280 осіб. Площа — 29 гектарів.

## Географія
Зелене розташоване в східній частині району, у верхів'ях річки Бельбека біля підніжжя масиву Бойка Кримських гір, за 6 кілометрів від шосе E105 (Ялта — Бахчисарай).
До Бахчисараю від села близько 35 кілометрів, найближча залізнична станція — Сирень, приблизно за 28 кілометрів.

## Назва
Історична назва Зеленого — Татар-Осман. Татар означає «татарин», Осман — поширене серед кримських татар чоловіче ім'я.

## Історія
Історію села простежують від XV століття, мабуть тоді, після падіння, в 1475 році, князівства Феодоро, до складу якого входила долина Бельбека, тут оселилися мусульмани.
У документах уперше згадується в Камеральному описі Криму 1784 року як село бакчи-сарайськаго каймаканства Мангупськаго кадилику (судового округу) Татар Осман..
Таврійської губернії). Згідно зі складеною в 1805 році Відомістю про всякі селища, у що Сімферопольському повіті полягають. у селі Татар-Осман-кой числився 21 двір з 101 кримським татарином, у 1817 році дворів налічувалося 20. У 1829 році Махульдурську волость перетворили в Озенбашську, а в 1838 році передали в знову освічений Ялтинський повіт, (волость перейменували в Багатирську). До 1842 року дворів в селі стало 33, після Кримської війни 1853–1856 років, до 1865 року, скоротилося до 22, у 1892 році відмічені 60 дворів з кримськотатарським населенням.

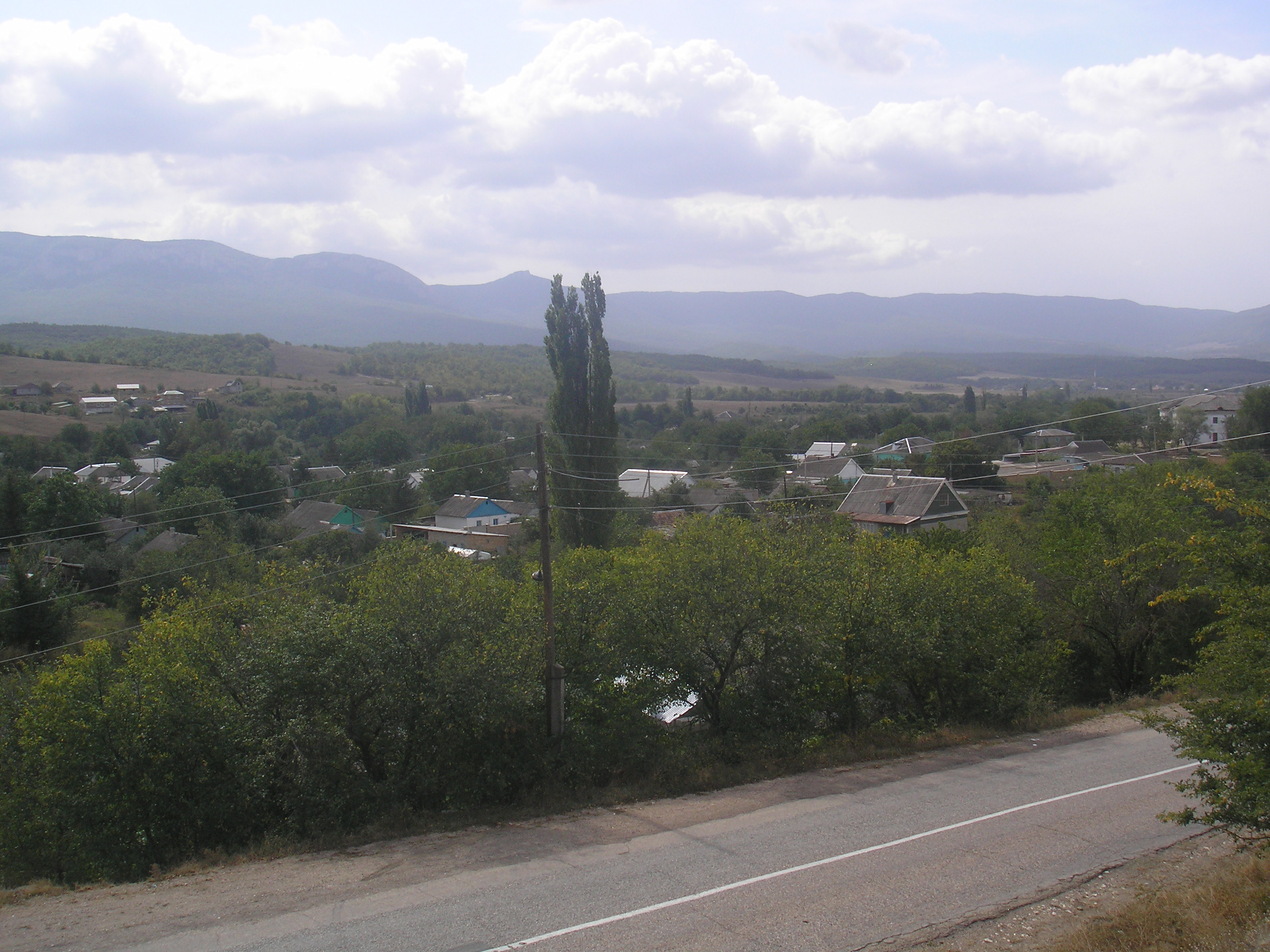
Зелене, вид з півночі.

У XIX — на початку XX століття Татар-Осман був незначним селом Багатирської волості Ялтинського повіту: навіть волосна дорога у велике село Биюк-Озенбаш проходила по іншій стороні долини..
У 1920-роки адміністративні межі волостей (скасовані в 1921 році) і районів неодноразово змінювалися і на 1926 рік, по новому адміністративному діленню, Татар-Осман-кой віднесли до Бахчисарайського району, а саме село було центром Татар-Османської сільради.
У 1930 році Татар-Осман-Кой приписали до Фотисальському району, перейменованому в 1933 році в Куйбишевський.
18 травня 1944 року, згідно з Постановою ГКО № 5859 від 11 травня 1944 року майже усі жителі Татар-Османкою були виселені в Середню Азію, а в порожні будинки заселили переселенців з України. Указом Президії Верховної Ради РРФСР 21 серпня 1945 року село Татар-Осман було перейменоване в Зелене (Татар-Османська сільрада — в Зеленівська), а в 1962 році село, разом з Куйбишевським районом, приєднали до Бахчисарайського.

## Динаміка чисельності населення
- 1805 рік — 101 чол. (всі кримські татари)
- 1864 рік — 118 чол[18].
- 1926 рік — 430 чол. (всі кримські татари)
- 1939 рік — 427 чол.
- 1989 рік — 280 чол.
- 2001 рік — 280 чол.